# V Aurigae
V Aurigae är en förmörkelsevariabel av Mira Ceti-typ  i stjärnbilden Kusken. Stjärnan varierar mellan magnitud +8,5 och 13 med en period av 353 dygn.